# Ceriomura
Ceriomura là một chi nhện trong họ Salticidae.